# Lin Qiaozhi
Lin Qiaozhi ou Kha-Ti Lim (林巧稚 en chinois), née à Gulangyu le 23 décembre 1901 et morte le 22 avril 1983 à Pékin, est une obstétricienne et gynécologue chinoise. 
Après avoir obtenu son doctorat en médecine en 1929, elle travaille à l'hôpital Union de Pékin jusqu'en 1932. En 1948, elle revient à l'hôpital Union où elle exerce jusqu'à sa mort. Elle a mené des recherches dans les domaines de la respiration fœtale, des maladies pelviennes féminines, de l'oncologie gynécologique et des troubles hémolytiques néonatals,,. Elle a révolutionné la gynécologie et l'oncologie modernes en Chine. En tant qu'obstétricienne, elle a accouché plus de 50 000 bébés au cours de sa carrière.   
Elle ne s'est jamais mariée ni n'a eu d'enfants, mais elle a toujours écrit Le bébé de Lin Qiaozhi sur les porte-noms des nouveau-nés. Parmi les bébés qu'elle a ramené au monde, beaucoup portent le caractère Lin (林), le nom de famille de Lin, dans leurs prénoms. Les parents ont exprimé leur remerciement vers Lin de cette manière : les enfants ont été souvent nommés « se souvenir de Lin (念林) », « hommage à Lin (仰林) » ou « respect à Lin (敬林) ». 
Elle est morte à Pékin le 23 avril 1983
Lin a été élue comme députée aux 1re, 2e, 3e, 4e et 5e Assemblée nationale populaire. Pendant ce temps, elle a été aussi membre des 3e, 4e et 5e Comité permanent de l'Assémblée nationale populaire. 

## Biographie
Née à Gulangyu en décembre 1901, Lin vient d'un milieu occidentalisé et chrétien, qui partage les mêmes valeurs avec le Collège médical Union de Pékin (Peking Union Medical College - PUMC) auquel elle souhaitera s'inscrire plus tard. Elle arrive à Shanghai pour passer l'examen d'entrée du collège en 1921. Lors de l'examen, elle va au secours d'une candidate qui s'est évanouie et donc elle ne peut le finir. Néanmoins, le collège admire son altruisme et l'admet finalement comme un cas exceptionnel. 
Lin remporte la bourse Walter A. Hawley (文海奖学金 en chinois) au PUMC en tant que meilleure diplômée en 1929, qui est d'un montant considérable presque équivalent du salaire annuel d’un médecin assistant résident. 

### Carrière
Lin est devenue la première femme médecin chinoise employée par PUMC à la sortie du collège. Elle commence en tant qu'assistante résidente du département d'obstétrique et de gynécologie et devient ensuite la première femme médecin résidente de l'Hôpital Union. 
Elle suit une formation avancée à Londres et à Manchester en 1932 et se rend à Vienne l'année suivante en tant que chercheur invité. En 1939, elle va à la faculté de médecine de l'université de Chicago pour poursuivre ses recherches. En même temps, elle se spécialise dans le placenta praevia et en décollement placentaire. 
À son retour à PUMC, elle devient la première femme médecin à être nommée directrice du département d'obstétrique et de gynécologie à l'hôpital. Dès le début de la guerre du Pacifique, l'armée japonaise ferme l'hôpital. Lin commence sa pratique personnelle à son domicile, au 10 Dongtangzi Hutong où elle a complété un total de 8887 dossiers médicaux. 

### L'attitude de Lin envers les femmes enceintes
Lin réconforte toujours les femmes enceintes qui avaient des contractions. Elle préfère aussi poser doucement son oreille contre son abdomen plutôt que d'utiliser un stéthoscope pour entendre le cœur du fœtus en train de battre. 
Lin prône que « mieux vaut tôt que tard » pour le bilan prénatal. Lin apprend à ses collègues et élèves que « sauver une femme enceinte, c'est sauver deux vies »[réf. nécessaire].

## Décès et reconnaissance posthume

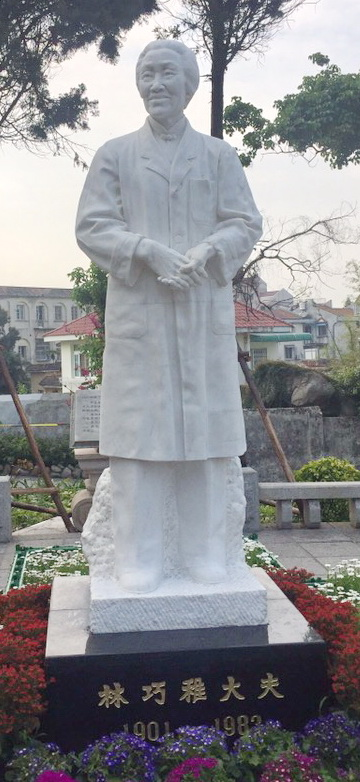
Statue de Kha-Ti Lim

Lin souffre de plusieurs maladies plus tard dans la vie. Elle meurt le 22 avril 1984 à l'hôpital PUMC. [réf. nécessaire]  Elle a fait don de son corps pour l'enseignement anatomique. Plus tard, ses cendres ont été dispersées en mer. Elle a laissé de l'argent pour une crèche et pour créer un fonds destiné à récompenser un jeune résident. 
À l'occasion du septième anniversaire de la mort de Lin, en 1990, la Poste chinoise a émis un timbre commémoratif en son honneur.

## Vie privée
Lin ne s'est jamais mariée. À son époque, les autorités hospitalières croyaient que la carrière et le mariage s’excluaient l'un et l'autre pour les femmes médecins. Elle vivait au Rue Waijiaobu, no 59 avec sa nièce Lin Xinkeng (林心铿 en chinois), et le mari de cette dernière, Zhou Huakang (周华康 en chinois) jusqu'à sa mort.     